# 少年倶楽部
少年倶楽部（せうねんくらぶ、しょうねんくらぶ）は、1914年（大正3年）に大日本雄弁会（現・講談社）が創刊し、敗戦後の1946年に少年クラブと表記を改めて1962年（昭和37年）まで、通巻611号刊行された月刊少年雑誌である。
なお、『少年倶楽部』という同名の雑誌として、北隆館が1897年に、少年倶楽部社が1908年に、大文社が1911年にそれぞれ創刊し、いずれも短期に終わった3誌があった。

## 歴史
小学校後半から中学校前半の少年を対象として、1914年11月に創刊した。先発には、博文館の『少年世界』（1895年創刊）、時事新報社の『少年』（1903年創刊）、実業之日本社の『日本少年』（1906年創刊）などがあり、『日本少年』が売れていた。創刊期の少年倶楽部の発行部数約2万に対し、日本少年は20万部に届いていた。
1921年、加藤謙一が編集長となる（就任は10月号から）。1925年、看板の挿絵画家高畠華宵を失い、部数が4割減少する危機に見舞われたが、講談社社長野間清治の「雑誌は活字で売るものだから、よい読み物を書く作家を捜せ」というアドバイスにより、佐藤紅緑を皮切りに吉川英治・高垣眸・大佛次郎ら一流大衆作家の少年向け長編小説を揃えることで多くの読者の獲得に成功、大きく部数を伸ばした。
普通号は菊判で、その頃は320ページ前後に成長していた。正月や夏の臨時増刊には、四六倍判やB5判もあった。1924年からの十年余、斎藤五百枝が、表紙を描いた。
1933年、須藤憲三が編集長になってからも一本調子に、1936年の75万部まで伸びてダントツになったのには、漫画と組み立て付録の人気もあった。
漫画は、田河水泡の『のらくろ』を1931年から、島田啓三の『冒険ダン吉』を1933年から、中島菊夫の『日の丸旗之助』を1935年から載せた。1932年からは、巻頭に『漫画愉快文庫』の色刷り32ページを据えた。
付録は、初期は双六・別冊・絵図・絵巻などだったが、1931年からペーパークラフトの素材の彩色厚紙を付け始め、ドルニエ Do X・名古屋城・戦艦三笠・エンパイヤステートビル・万里の長城など、鋏も糊も使わない差し込み式なので、工作が楽だった。エンパイヤステートビルは高さ1.5 mだった。これらの設計をした中村星果は、のちの1956年、日本児童文芸家協会の児童文化功労者に選ばれた。
1937年、日中戦争が始まった。軍事関係の記事は、陸軍省・海軍省が事前に検閲した。翌年、商工省が出版社に用紙の節約を求めて付録は減り、1941年1月で終わった。用紙の割り当てを受けるには、時局迎合の記事を載せねばならなかった。それまで約400ページあったのが1943年新年号は208ページに、1945年には無色の32ページにまで痩せ、そして年間8冊しか出せず、発行部数も20万部を切った。終戦直後の1945年8・9月合併号には、終戦の詔書が振り仮名つきで掲載された。
1945年10月号では、表紙のみながら多色刷りによる発行を再開。翌年の1946年4月、誌名を『少年クラブ』と変え、戦争迎合記事を書かされた責任を取る形で編集部員が交替し、56ページの薄さから再出発して、1953年には346ページにまで復活した。
高垣眸・佐々木邦・大佛次郎・南洋一郎・江戸川乱歩らが引き続き書き、棟田博・北條誠・富沢有為男・山川惣治・手塚治虫・馬場のぼるらが登場したが、戦前の看板の『熱血痛快』長編はもう迎えられなかった。
1949年頃からプロ野球、1955年頃からプロレス、1956年頃から漫画と、誌面が世相を追うように変化し、さらに講談社も『ぼくら』『週刊少年マガジン』と競合誌が次々に創刊、世を挙げた漫画ブームに飲み込まれるように、少年マガジンに合併される体裁で、1962年12月に49年の歴史を閉じた。

## 主な記事と掲載年月
以下の行末の『→』印の後ろは、復刻版を示し、その "名作1"、"文庫” などは、復刻の項の、各行末の符号に対応する。

### 長編小説
- 高垣眸作、山口将吉郎画：『龍神丸』（1925.4 - 1925.12）→ "文庫”
- 吉川英治作、山口将吉郎画：『神州天馬侠』（1925.5 - 1928.12）→ "名作1"
- 高垣眸作、伊藤彦造画：『豹の眼』（1927.1 - 1927.12）→ "名作熱"、"文庫”
- 大佛次郎作、伊藤彦造画：『角兵衛獅子』（1927.3 - 1928.5）→ "名作1"、"文庫”
- 佐藤紅緑作、斎藤五百枝画：『あゝ玉杯に花うけて』（1927.5 - 1928.4）→ "名作1"、"文庫”
- 佐々木邦作、河目悌二画：『苦心の学友』（1927.10 - 1929.12）→ "名作1"、"文庫”
- 大佛次郎作、斎藤五百枝画：『山岳党奇談』（1928.7 - 1930.12）→ "文庫”
- 佐藤紅緑作、斎藤五百枝画：『少年讃歌』（1929.4 - 1930.7）→ "文庫”[注 2]
- 山中峯太郎作、樺島勝一画：『敵中横断三百里』（1930.4 - 1930.9）→ "名作2"、"文庫”
- 佐々木邦作、本田庄太郎画：『村の少年団』（1930.4 - 1932.5）→ "文庫”
- 山中峯太郎作、樺島勝一画：『亜細亜の曙』（1931.1 - 1932.7）→ "名作2"、"文庫”
- 佐藤紅緑作、斎藤五百枝画：『少年連盟』（1931.8 - 1932.6）→ "文庫”
- 野村胡堂作、嶺田弘画：『地底の都』（1932.1 - 1932.12）→ "文庫”
- 佐々木邦作、斎藤五百枝画：『わんぱく時代』（1932.4 - 1932.12）→ "文庫”
- 南洋一郎作、鈴木御水、樺島勝一画：『吼える密林』（1932.4 - 1932.12）→ "名作2"、"文庫”
- 山中峯太郎作、樺島勝一画：『大東の鉄人』（1932.8 - 1933.12）→ "名作熱"、"文庫”
- 大佛次郎作、斎藤五百枝画：『海の荒鷲』（1933.1 - 1933.12）→ "文庫”
- 佐々木邦作、河目悌二画：『トム君・サム君』（1933.1 - 1933.12）→ "文庫”
- 森下雨村作、嶺田弘画：『謎の暗号』（1933.1、2）→ "文庫”
- 平田晋作作、村上松次郎画：『昭和遊撃隊』（1934.1 - 1934.12）→ "名作2"
- 山中峯太郎作、河目悌二画：『星の生徒』（1934.1 - 1934.12）→ ？
- 高垣眸作、伊藤幾久造画：『快傑黒頭巾』（1935.1 - 1935.12）→ "名作2"、"文庫”
- 平田晋策作、村上松次郎画：『新戦艦高千穂』（1935.7 - 1936.3）→ "名作熱"
- 佐藤紅緑作、嶺田弘画：『黒将軍快々譚』（1935.11、12。1937.1 - 12）→ "文庫”
- 高垣眸作、伊藤幾久造画：『まぼろし城』（1936.1 - 1936.4）→ "名作熱"、"文庫”
- 江戸川乱歩作、小林秀恒画：『怪人二十面相』（1936.1 - 1936.12）→ "名作2"、"文庫”
- 南洋一郎作、梁川剛一画：『魔海の宝』（1936.4 - 1936.12）→ "名作熱"、"文庫”
- 江戸川乱歩作、梁川剛一画：『少年探偵団』（1937.1 - 1937.12）→ "名作熱"、"文庫”
- 佐々木邦作、河目悌二画：『出世倶楽部』（1937.1 - 1937.12）→ "文庫”
- 南洋一郎作、樺島勝一画：『緑の無人島』（1937.1 - 1937.12）→ "文庫”
- 海野十三作、樺島勝一画：『浮かぶ飛行島』（1938.1 - 12）→ "名作熱"、"文庫”
- 海野十三作、樺島勝一画：『太平洋魔城』（1939.1 - 1939.12）→ "文庫”
- 須川邦彦作、北宏二画：『無人島に生きる十六人』（1941.10 - 1942.10）→ "名作2"
- 横溝正史作、富永謙太郎画：『大迷宮』（1951.1 - 1951.12）→ "文庫”
- 横溝正史作、富永謙太郎画：『金色の魔術師』（1952.1 - 1952.12）→ "文庫”
- 横溝正史作、伊勢田邦彦画：『大宝窟』（1953.1 - 1953.12）→ "文庫”

### 漫画
- 田河水泡：『のらくろ』（1931年1月 - 1941年10月）→ "文庫”
- 島田啓三：『冒険ダン吉』（1933年6月 - 1939年7月）→ "文庫”
- 中島菊夫：『日の丸旗之助』（1935年1月 - 1941年9月）
- 横井福次郎 ：『ふしぎな国のプッチャー』[10]（1946年6月 - 1948年3月）
- 手塚治虫：『ロック冒険記』（1952年7月 - 1954年4月）
- 山根赤鬼：『よたろうくん』(1956年1月 - 1962年12月)
- 川内康範原作、桑田次郎画：『月光仮面』（1958年5月 - 1960年12月）
- 前谷惟光：『ロボット三等兵』（1958年6月 - 1962年12月）
- 高垣眸原作、たつみ勝丸画 ：『ジャガーの眼』 (1959年8月 - 1960年7月)
- 高垣眸原作、桑田次郎画 :『まぼろし城』(1960年1月 - 1961年9月)
- 手塚治虫 ：『ふしぎな少年』 (1961年5月 - 1962年12月)
- わちさんぺい ： 『スリーコッペ』 (1961年5月 - 1962年12月)
- 桑田次郎 ：『ガロロＱ』 (1961年9月 - 1962年12月)
- 木村ただし（木村光久） : 『町は青空』（1962年1月 - 12月）

### 滑稽大学
- 1920年（大正9年）1月号から1941年（昭和16年）5月号までの22年間続いた読者参加ページ。読者からの珍問難問に対して学長メチャラクチャラ博士が珍回答名回答を返すという趣向。また、模範解答が付けられた学長からの出題も企画として掲載されたことがある。→ "文庫”

### 復刻
- 加藤謙一編：『少年倶楽部名作選1 長編小説集』、講談社（1966）（符号："名作1"）
- 加藤謙一編：『少年倶楽部名作選2 長編・中編小説集』、講談社（1966）（符号："名作2"）
- 加藤謙一編：『少年倶楽部名作選3 短編・少年詩』、講談社（1966）（符号："名作3"）
- 加藤謙一編：『少年倶楽部名作選 熱血痛快小説集』、講談社（1969）（符号："名作熱"）
- 加藤謙一編：『少年倶楽部名作選 面白づくし知恵くらべ珠玉全集』、講談社（1968）
- 加藤謙一編：『少年倶楽部名作選 絵画編』、講談社（1967）
- 『少年倶楽部複製版』1930.1 - 1933.12、講談社（1970 - 1975）
- 『少年倶楽部文庫』全42冊、講談社（1975 - 1976）（符号："文庫"）